# Kompsoscypha chudei
Kompsoscypha chudei är en svampart som först beskrevs av Pat. ex Le Gal, och fick sitt nu gällande namn av Pfister 1989. Kompsoscypha chudei ingår i släktet Kompsoscypha och familjen Sarcoscyphaceae.   Inga underarter finns listade i Catalogue of Life.